# Gap Mangione
Gaspare Charles 'Gap' Mangione (Rochester (New York), 31 juli 1938) is een Amerikaanse jazzpianist en de broer van Chuck Mangione.

## Biografie
Mangione is geboren en getogen in Rochester. Volgens de Siciliaanse naamgevingsconventie werd hij vernoemd naar zijn grootvader van vaderszijde Gaspare Mangione, die werd geboren in Porto Empedocle in 1883 en emigreerde hij naar de Verenigde Staten in 1906. Zijn broer is bugelist Chuck Mangione.
In 1958 begonnen Mangione en zijn broer samen op te treden als het Mangione Brothers Sextet/Quintet. Van 1960-1961 namen ze drie albums op voor Riverside Records als The Jazz Brothers. In 1968 bracht Mangione zijn eerste soloalbum Diana in the Autumn Wind uit, met drummer Steve Gadd en bassist Tony Levin in hun eerste opnamen en composities en arrangementen van Chuck Mangione, die ook dirigeerde. De jaren 1970 brachten meer soloalbums samen met tournees met zijn eigen band en velen als solist in orkestrale uitvoeringen van zijn broer. Tijdens de jaren 1980 begon Mangione meer tijd door te brengen met spelen in en rond Rochester en minder tijd onderweg. In 1990 richtte hij The New Big Band op.
Hij treedt op in locaties in Rochester, waaronder het Woodcliff Hotel and Spa (sinds mei 1987) en het Xerox Rochester International Jazz Festival. Hij speelt met de 14-koppige bigband, de New Blues Band (een kwartet) of zijn sextet. Hij en Chuck speelden vooral samen voor optredens met symfonieorkesten of wanneer Chuck te gast is bij de bigband van Gap. 
In 2004 ontving Mangione de «Artist of the Year» Award van de Arts & Cultural Council voor Greater Rochester. In 2015 werd hij opgenomen in de Rochester Music Hall of Fame.

## Discografie

### Als leader of co-leader
- 1960: The Jazz Brothers als the Mangione Brothers Sextet met Chuck Mangione (Riverside Records)
- 1961: Hey Baby! als the Jazz Brothers met Chuck Mangione (Riverside Records)
- 1961: Spring Fever als the Jazz Brothers met Chuck Mangione, Sal Nistico (Riverside Records)
- 1968: Diana in the Autumn Wind (GRC) opnieuw uitgebracht bij Josh Music in 1987
- 1972: Sing Along Junk (Mercury Records) opnieuw uitgebracht bij Josh Music in 1987 als Retrospective 1
- 1974: ...And the Kids Call It Boogie (Sagoma)
- 1974: She and I (A&M Records) opnieuw uitgebracht als Sagoma album; opnieuw uitgebracht bij Josh Music in 1987 als Retrospective 2
- 1976: Gap Mangione! (A&M Records) opnieuw uitgebracht bij Josh Music in 1987 als Retrospective 3
- 1978: Suite Lady met Larry Carlton (A&M Records)
- 1979: Dancin' Is Making Love (A&M Records)
- 1989: The Boys from Rochester met Chuck Mangione, Steve Gadd, Joe Romano, Frank Pullara (Feels So Good)
- 1997: Planet Gap met the Big Band (Cafe/Josh Music)
- 2003: Stolen Moments met the Big Band (Josh Music)
- 2004: Family Holidays (Josh Music)
- 2015: Live in Toronto (Josh Music)

### Als sideman of gast
Met Chuck Mangione
- 1970: Friends and Love (Mercury Records)
- 1971: Together (Mercury Records)
- 1973: Land of Make Believe (Mercury Records)
- 1975: Chase the Clouds Away (A&M Records)
- 1975: Bellavia (A&M Records)
- 1980: Tarantella (A&M Records)

Met anderen
- 1958: Dixieland at the Roundtable, Salt City Six (Roulette Records)
- 1969: Wilmer and the Dukes, Wilmer & the Dukes (Aphrodisiac)
- 1974: Once I Loved, Esther Satterfield (Sagoma; opnieuw uitgebracht bij A&M Records)

Gesampled door rappers
- Chance the Rapper
- Ghostface Killah
- Guerilla Black
- Jadakiss
- Jaylib
- Kendrick Lamar
- Slum Village
- Styles P
- Swizz Beatz
- Talib Kweli

- International Standard Name Identifier: 0000 0001 1054 4472
- Library of Congress Control Number: n91074329
- MusicBrainz: e8497fd3-0b92-463b-9ea5-2024914503d5
- Nederlandse Thesaurus van Auteursnamen: 099650967
- SNAC: w6kj54ks
- Virtual International Authority File: 36095632
- WorldCat: E39PBJxrTGDHPGXVXTfhFWdCwC